# 天主教赖根杰教区
天主教賴根傑教區（拉丁語：Dioecesis Raigangensis）是羅馬天主教的一個教區，位於印度賴根傑。範圍包括西孟加拉邦中北部共三縣。受加爾各答總教區管轄。
1978年6月8日自杜姆加教區分出，升為教區。現任主教為阿豐索‧德蘇薩。2004年有30個堂區、82,864教友、94名司鐸。